# Drujba, Nikopol
Drujba (în ucraineană Дружба) este un sat în comuna Krînîciuvate din raionul Nikopol, regiunea Dnipropetrovsk, Ucraina.

## Demografie
Componența lingvistică a localității Drujba
     Ucraineană (95,83%)
     Rusă (4,17%)
Conform recensământului din 2001, majoritatea populației localității Drujba era vorbitoare de ucraineană (95,83%), existând în minoritate și vorbitori de rusă (4,17%).